# Zalambdalestidae
Die Zalambdalestidae sind eine Familie der Höheren Säugetiere (Eutheria) aus der mittleren und oberen Kreidezeit. Abgesehen von den Gobiconodontidae gehörten zu ihnen die größten Säugetiere der Kreidezeit.

## Merkmale

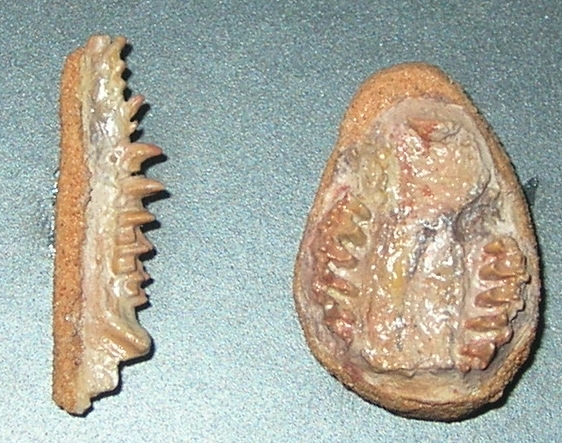
Schädel und Unterkiefer von Zalambdalestes lechei

Der Schädel wurde etwa fünf Zentimeter lang. Die Schnauze war lang, hauptsächlich aufgrund des verlängerten Maxillare, aber auch durch ein großes Prämaxillare. Der Hirnschädel war vergrößert und die Region zwischen Gaumen und der Kapsel des Innenohres kürzer als bei den Asioryctitheria, aber länger als bei den modernen Säugetieren. Das Kleinhirn war kurz und breit. Der Neocortex war möglicherweise sehr klein.
Die Zahnformel ist unterschiedlich, zeigt aber einen Trend zur Reduktion der Anzahl der Zähne, wie bei den Glires (Nagetiere und Hasenartige). Die mittleren unteren Schneidezähne waren groß, wurzellos und wuchsen ein Leben lang nach. Nur die Vorderseite und die Kronen war mit Zahnschmelz überzogen.
Das postcraniale (hinter dem Schädel liegende) Skelett entsprach weitgehend dem der rezenten Rüsselspringer (Macroscelididae). Verlängerte Hinterbeine und Mittelfußknochen lassen auf eine hüpfende Fortbewegung schließen. Schienbein und Wadenbein waren zusammengewachsen. Das Interzentrum des Atlas war mit dem Neuralbogen zusammengewachsen. Ein separates Coracoid oder Interclavicle, ein Knochen zwischen den Schlüsselbeinen, fehlt.
Kielan-Jaworowska vermutete, dass die Zalambdalestidae in felsigen Habitaten lebten und mit ihren hervorstehenden Schneidezähnen Insekten aus Höhlen und Felslücken zogen. Aufgrund des vermutlich guten Hör- und Geruchssinns wird vermutet, dass die Zalambdalestidae nachtaktiv waren.

## Systematik
Als nächste Verwandte der Zalambdalestidae werden die Asioryctitheria, eine andere Gruppe asiatischer Säuger aus der Kreidezeit und/oder die Glires (Nagetiere und Hasenartige) angesehen. Hauptmerkmal für die vermutete Verwandtschaft sind der Aufbau und die Anordnung der Zähne. Einige Wissenschaftler wenden allerdings ein, dass der Gebissaufbau der Zalambdalestidae auch konvergent zu dem der Glires entstanden sein könnte.

## Gattungen
- Alymlestes
- Barunlestes
- Beleutinus
- Kulbeckia
- Zalambdalestes